# Kanton Bourbon-l'Archambault
Bourbon-l'Archambault is een kanton van het Franse departement Allier. Het kanton maakt deel uit van de arrondissementen  Moulins en Montluçon.

## Gemeenten
Het kanton Bourbon-l'Archambault omvatte tot 2014 de volgende 8 gemeenten:
- Bourbon-l'Archambault (hoofdplaats)
- Buxières-les-Mines
- Franchesse
- Saint-Aubin-le-Monial
- Saint-Hilaire
- Saint-Plaisir
- Vieure
- Ygrande

Door de herindeling van de kantons bij decreet van 27 februari 2014, met uitwerking op 22 maart 2015, werd het kanton uitgebreid met 21 gemeenten. 
Op 1 januari 2017 werden de gemeenten Meaulne en Vitray samengevoegd tot de fusiegemeente (commune nouvelle) Meaulne-Vitray.
Sindsdien zijn het de volgende 20 gemeenten die aan het kanton werden toegevoegd:
- Ainay-le-Château
- Braize
- Cérilly
- Château-sur-Allier
- Couleuvre
- Couzon
- Isle-et-Bardais
- Lételon
- Limoise
- Lurcy-Lévis
- Meaulne-Vitray
- Neure
- Pouzy-Mésangy
- Saint-Bonnet-Tronçais
- Saint-Léopardin-d'Augy
- Theneuille
- Urçay
- Valigny
- Le Veurdre
- Le Vilhain